# Tiburcio Arnaiz Muñoz
Pour les articles homonymes, voir Arnaiz et Muñoz.
Tiburcio Arnaiz Muñoz, né le 11 août 1865 à Valladolid et décédé le 18 juillet 1926 à Grenade, est un prêtre catholique espagnol, membre de la Compagnie de Jésus, connu pour avoir été un prédicateur et organisateur de missions populaires dans les campagnes. Il fonde une congrégation religieuse en 1922 pour la poursuite de son œuvre : les 'Missionnaires des paroisses rurales'. Déclaré  bienheureux par l'Église catholique il est liturgiquement commémoré le 18 juillet.

## Biographie
Tiburcio Arnaiz Muñoz naît le 11 août 1865 dans une famille modeste et profondément religieuse de Valladolid. Orphelin de père dès ses cinq ans, la situation économique familiale se dégrade rapidement. Lorsqu'il entre au séminaire diocésain, il est employé comme sacristain de la communauté des religieuses dominicaines du couvent San Felipe pour se faire un peu d'argent. Il reçoit l'ordination sacerdotale le 20 avril 1890. De 1893 à 1896, il sert comme vicaire à Villanueva de Duero. Dans le même temps, il poursuit ses études à l'université de Tolède et obtient un doctorat en théologie. Il oeuvre ensuite comme curé de Poyales del Hoyo.
Après le décès de sa mère le père Arnaiz est libre de satisfaire ce qui était son souhait de jeunesse: le 30 mars 1902, il entre au noviciat de la Compagnie de Jésus, à Grenade. En 1911, il est envoyé à Malaga où il exerce son ministère sacerdotal auprès des plus pauvres mais rapidement, il marque une préférence pour la population rurale, pastoralement négligée. 
En 1922, le père Arnaiz fonde les 'Missionnaires des paroisses rurales' avec María Isabel González del Valle Sarandeses. Il parcourt la région en prêchant l'Evangile, expliquant le catéchisme et organisant des exercices spirituels lors de missions populaires, pour raviver la foi catholique de la population rurale. Il collabora avec l'évêque de Malaga, saint Manuel González García à la propagation de la dévotion eucharistique. 
En juin 1926, il souffre d'une forte fièvre qui se transforme en bronchite aiguë. Tiburcio Arnaiz Munoz meurt peu après, le 18 juillet, avec la réputation d'un saint. 

## Vénération

### Béatification

#### Enquête sur les vertus
La cause pour la béatification et la canonisation de Tiburcio Arnaiz Munoz débute en 1990 dans le diocèse de Malaga. L'enquête diocésaine se clôture le 23 février 1996 puis est transféré à Rome pour y être étudiée par la Congrégation pour les causes des saints. 
Le 10 octobre 2016, le pape François reconnaît l'héroïcité de ses vertus et le déclare vénérable.

#### Reconnaissance d'un miracle
Le 18 décembre 2017, le pape reconnaît l'authenticité d'un miracle obtenu par l'intercession du père Arnaiz, et signe le décret de béatification. Il est ainsi solennellement proclamé bienheureux lors d'une cérémonie célébrée à Malaga le 20 octobre 2018 par le cardinal Giovanni Angelo Becciu.

## Sources
- (en) « Padrearnaiz.net », sur padrearnaiz.net (consulté le 3 juillet 2023)